# Kanton Étaples
Kanton Étaples (francouzsky Canton d'Étaples) je francouzský kanton v departementu Pas-de-Calais v regionu Hauts-de-France. Tvoří ho 15 obcí. Před reformou kantonů 2014 ho tvořilo 19 obcí.

## Obce kantonu
od roku 2015:
- Bréxent-Énocq
- Camiers
- Cormont
- Cucq
- Étaples
- Frencq
- Lefaux
- Longvilliers
- Maresville
- Merlimont
- Saint-Aubin
- Saint-Josse
- Le Touquet-Paris-Plage
- Tubersent
- Widehem

před rokem 2015:
- Attin
- Bernieulles
- Beutin
- Bréxent-Énocq
- Camiers
- Cormont
- Estrée
- Estréelles
- Étaples
- Frencq
- Hubersent
- Inxent
- Lefaux
- Longvilliers
- Maresville
- Montcavrel
- Recques-sur-Course
- Tubersent
- Widehem